# Gmina Kleczew
Gmina Kleczew là một gmina đô thị-nông thôn (quận hành chính) ở huyện Konin, Voivodeship Greater Ba Lan, ở phía tây trung tâm Ba Lan. Khu vực hành chính của nó là thị trấn Kleczew, nằm khoảng 19 kilômét (12 mi) về phía bắc của Konin và 86 km (53 mi) về phía đông của thủ phủ khu vực Poznan.
Gmina có diện tích 110,12 kilômét vuông (42,5 dặm vuông Anh), và tính đến năm 2006, tổng dân số của nó là 9.721 người (trong đó dân số của Kleczew lên tới 4.173, và dân số của vùng nông thôn của gmina là 5.548).

## Làng
Ngoài thị trấn Kleczew, Gmina Kleczew chứa các làng và các khu định cư của Adamowo, Alinowo, Białogród-Folwark, Białogród-Kolonia, Bolesławowo, Budy, Budzisław Gorny, Budzisław Koscielny, CEGIELNIA, CEGIELNIA Laka, Danków, Danków Một, Dobromyśl, Genowefa, Helenowo, Izabelin, Jablonka, Janowo, Józefowo, Jóźwin, Kalinowiec, Kamionka, Kozieglowy, Marszewo, Miłaczew, Modrzerzewo, Nieborzyn, Obrona, Przytuki, Roztoka, Słaboludź, Słaboludz-Kolonia, Sławoszewek, Sławoszewo, Słowiki, Spławce, Stogi, Tręby Nhìn chằm chằm, Wielkopole, Władysławowo, Wola Spławiecka, Zberzyn, Zberzynek và Złotków.

## Gminas lân cận
Gmina Kleczew giáp với các gmina khác như Kazimierz Biskupi, Orchowo, Ostrowite, Powidz, Slesin và Wilczyn.